# Idioma efates
El efates es una lengua artificial mixta o lengua auxiliar zonal de la isla Éfaté en Vanuatu. En Efate se hablan media docena de idiomas, de los cuales las lenguas Efate del Norte y del Sur no están particularmente relacionados, y cuando comenzó la actividad misionera en la isla, en Port Havannah, en el noroeste de la isla, una mezcla de idiomas Los idiomas se inventaron para la evangelización y las Escrituras, en lugar de promover un idioma indígena sobre los demás.